# José Bonifácio de Andrada e Silva
José Bonifácio de Andrada e Silva (1763 – 1838) è stato un patriota e statista brasiliano, conosciuto come Il patriarca dell'indipendenza, fu tutore di Pietro II (1831) e reggente fino al 1834.
Fu inoltre metallurgo, chimico e massone.